# Immensee (1989)
Immensee ist eine deutsche Literaturverfilmung von Klaus Gendries aus dem Jahr 1989. Der Fernsehfilm beruht auf Theodor Storms gleichnamiger Novelle.

## Handlung
Die junge Elisabeth unternimmt mit ihrer Mutter, ihren Freunden Reinhard und Erich sowie deren Eltern und dem Pastor eine Landpartie. Während die Erwachsenen ein Picknick mit dem Mittagessen vorbereiten, sollen die drei jüngsten der Gruppe Beeren für den Nachtisch suchen. Der pflichtbewusste Erich sammelt eifrig, während sich Elisabeth und Reinhard zusammen auf die Suche nach Früchten machen. Sie finden ein Versteck wieder, das sie sich vor Jahren gebaut hatten. Obwohl sich beide immer noch lieben, ist Elisabeth traurig. Reinhard wird am nächsten Tag zum Studium in eine andere Stadt fahren und nur noch selten zu Besuch kommen. Sie weiß nicht, wie sie ohne ihn weiterleben soll. Zum Andenken pflückt sie ihm eine Seerose und er schenkt ihr einen Stieglitz im Käfig.
Nach Reinhards Abreise liegt Elisabeth mehrere Wochen anteilnahmslos und krank darnieder. Eines Tages stirbt der Stieglitz und Erich schenkt ihr einen neuen Vogel. Langsam erwacht der Lebensmut wieder in Elisabeth. Reinhard wird an der Universität unterdessen in eine Burschenschaft aufgenommen, schreibt neben Märchen und Gedichten, die er Elisabeth schickt, auch revolutionäre Gedichte, und lernt in der Kneipe der Burschenschafter die böhmische Sängerin Esmeralda kennen, die scheinbar nur für ihn singt und die ihn später mit auf ihr Zimmer nimmt. In seiner Heimat hat es unterdessen Veränderungen gegeben. Erichs Vater ist gestorben und Erich als Sohn damit neuer Herr von Gut Immensee. Er lässt auf dem Grundstück eine Fabrik errichten und bittet bei der Einweihungsfeier Elisabeths Mutter um die Hand ihrer Tochter. Sie stimmt zu, bittet ihn jedoch, Geduld zu haben, wird Elisabeth doch aufgrund ihres Alters eher über eine Heirat erschrecken. Einige Zeit später heiraten Elisabeth und Erich. Von Reinhard haben beide fast zwei Jahre nichts mehr gehört und er erscheint auch nicht, als seine Mutter beigesetzt wird.
Eines Tages lässt Erich das Turmzimmer auf Gut Immensee für einen Gast herrichten. Der Gast ist niemand anders als Reinhard. Elisabeth reagiert überrascht und die unterdrückte Liebe zu Reinhard erwacht erneut. Dennoch weist sie ihn ab, als er ihr zu nahe kommt. Reinhard stürzt sich in den See und will sich von den Seerosen in die Tiefe ziehen lassen, doch siegt sein Lebenswille. Er kehrt zum Gut zurück. Plötzlich taucht Esmeralda auf dem Hof auf. Sie hat sich einem Scherenschleifer angeschlossen, ist bettelarm und verwahrlost. Reinhard weist Elisabeth an, alles Geld im Haus zusammenzusuchen. Als Elisabeth zurückkommt, ist Esmeralda jedoch schon weitergezogen. Auch Reinhard packt seine Sachen und verlässt Immensee für immer.

## Produktion
Immensee wurde unter anderem in Potsdam und Tangermünde gedreht. Die Innenaufnahmen entstanden im DEFA-Studio in Potsdam-Babelsberg. Die Kostüme schufen Aenne Plaumann und Margitta Hinrichs, das Szenenbild stammt von Alfred Thomalla. Immensee erlebte am 26. Dezember 1989 auf DFF 1 im Fernsehen der DDR seine Fernsehpremiere und lief am 14. Oktober 1994 auf der ARD im bundesweiten Fernsehen. Icestorm veröffentlichte den Film 2011 im Rahmen der Reihe DDR TV-Archiv auf DVD.
Der polnische Schauspieler Lech Ordon wird im Film von Horst Lampe synchronisiert. Nach Am grauen Strand, am grauen Meer (1979) und  Der Schimmelreiter (1984) war Immensee die dritte Storm-Verfilmung von Regisseur Klaus Genries.

## Kritik
„Stimmungsvolle Verfilmung der Novelle von Theodor Storm fürs Fernsehen der DDR“, befand der film-dienst.
TV Spielfilm nannte Immensee eine „behutsame Verfilmung eines Literaturklassikers“.